# Lopezia oaxacana
Lopezia oaxacana är en dunörtsväxtart som beskrevs av Joseph Nelson Rose. Lopezia oaxacana ingår i släktet enmansblommor, och familjen dunörtsväxter. Inga underarter finns listade i Catalogue of Life.